# 紀元前480年
紀元前480年（きげんぜん480ねん）はローマ暦の年である。

## 他の紀年法
- 干支 : 辛酉
- 日本
  - 皇紀181年
  - 懿徳天皇31年
- 中国
  - 周 - 敬王40年
  - 魯 - 哀公15年
  - 斉 - 平公元年
  - 晋 - 定公32年
  - 秦 - 悼公11年
  - 楚 - 恵王9年
  - 宋 - 景公37年
  - 衛 - 荘公元年
  - 陳 - 湣公22年
  - 蔡 - 成侯11年
  - 鄭 - 声公21年
  - 燕 - 孝公13年
  - 呉 - 夫差16年
- 朝鮮
  - 檀紀1854年
- ベトナム :
- 仏滅紀元 : 65年
- ユダヤ暦 : 3281年 - 3282年

## できごと

### ギリシア
- ペルシア王クセルクセス1世によるギリシア侵攻（第二次ペルシア戦争、紀元前480年-紀元前479年）
  - 8月 - テルモピュライの戦い（ペルシアの勝利。レオニダス1世戦死。）
  - 8月 - アルテミシオンの海戦（引分け）
  - 9月 - サラミスの海戦（ギリシアのポリス連合の勝利）

### イタリア
- 共和政ローマによるウェイイ侵攻。

### シチリア
- ヒメラの戦いでシュラクサイの僭主ゲロンがカルタゴを破る。

### 中国
- 楚の子西と子期が呉に攻め入り、桐汭に達した。
- 鄭が宋を攻撃した。
- 魯が斉と講和した。
- 晋の趙鞅が衛に進攻した。
- 衛の反乱に巻き込まれて子路が殺害された。衛の孔悝により荘公が擁立された。

## 誕生
- アンティポン、弁論家（+ 紀元前411年）
- エウリピデス、悲劇詩人（+ 紀元前406年頃）

## 死去
- レオニダス1世、スパルタ王（* 生年不明）
- 子路、儒学者（紀元前542年生。紀元前543年生-紀元前481年没とする説もある）